# Drosophila schachti
Drosophila schachti este o specie de muște din genul Drosophila, familia Drosophilidae, descrisă de Bachli, Vilela și Haring în anul 2002.
Este endemică în Turkey. Conform Catalogue of Life specia Drosophila schachti nu are subspecii cunoscute.